# HC Oceláři Třinec v české hokejové extralize 2008/2009

## Základní část

### HC Znojemští Orli
- 9.9.2008 HC Znojemští Orli - HC Oceláři Třinec 6 : 3 (0 : 0, 3 : 0, 3 : 3)
- 12.10.2008 HC Oceláři Třinec - HC Znojemští Orli 5 : 3 (2 : 0, 1 : 2, 2 : 1)
- 27.11.2008 HC Znojemští Orli - HC Oceláři Třinec 2 : 3 SN (1 : 0, 1 : 1, 0 : 1, 0 : 0) - rozhodující penaltu proměnil Jiří Polanský
- 11.1.2009 HC Oceláři Třinec - HC Znojemští Orli 2 : 1 SN (0 : 0, 0 : 0, 1 : 1, 0 : 0) - rozhodující penaltu proměnil Vojtěch Polák

### HC Litvínov
- 12.9.2008 HC Oceláři Třinec - HC Litvínov 7 : 3 (3 : 3, 0 : 0, 4 : 0)
- 14.10.2008 HC Litvínov - HC Oceláři Třinec 4 : 3 (1 : 2, 1 : 0, 2 : 1)
- 30.11.2008 HC Oceláři Třinec - HC Litvínov 6 : 4 (1 : 1, 4 : 3, 1 : 0)
- 13.1.2009 HC Litvínov - HC Oceláři Třinec 5 : 0 (2 : 0, 2 : 0, 1 : 0)

### HC GEUS OKNA Kladno
- 14.9.2008 HC GEUS OKNA Kladno - HC Oceláři Třinec 3 : 2 PP (0 : 1, 1 : 1, 1 : 0, 1 : 0) rozhodující branku v prodloužení dal v 61.minutě Martin Procházka
- 16.10.2008 HC Oceláři Třinec - HC GEUS OKNA Kladno 3 : 4 PP (0 : 0, 2 : 1, 1 : 2, 0 : 1) rozhodující branku v prodloužení dal v 61.minutě Tomáš Horna
- 5.12.2008 HC GEUS OKNA Kladno - HC Oceláři Třinec 5 : 4 SN (2 : 4, 1 : 0, 1 : 0, 0 : 0) - rozhodující penaltu proměnil Radek Bělohlav
- 16.1.2009 HC Oceláři Třinec - HC GEUS OKNA Kladno 6 : 2 (1 : 0, 2 : 0, 3 : 2)

### Bílí Tygři Liberec
- 16.9.2008 HC Oceláři Třinec - Bílí Tygři Liberec 1 : 2 (0 : 0, 1 : 2, 0 : 0)
- 20.10.2008 Bílí Tygři Liberec - HC Oceláři Třinec 1 : 3 (1 : 1, 0 : 1, 0 : 1) hetrik Róbert Tomík
- 7.12.2008 HC Oceláři Třinec - Bílí Tygři Liberec 5 : 2 (3 : 2, 0 : 0, 2 : 0)
- 18.1.2009 Bílí Tygři Liberec - HC Oceláři Třinec 7 : 5 (2 : 1, 2 : 2, 3 : 2)

### HC Sparta Praha
- 19.9.2008 HC Oceláři Třinec - HC Sparta Praha 2 : 4 (1 : 2, 0 : 2, 1 : 0)
- 24.10.2008 HC Sparta Praha - HC Oceláři Třinec 2 : 3 SN (1 : 1, 1 : 0, 0 : 1, 0 : 0) - rozhodující penaltu proměnil Jiří Polanský
- 12.12.2008 HC Sparta Praha - HC Oceláři Třinec 5 : 4 SN (3 : 1, 0 : 0, 1 : 3, 0 : 0) - rozhodující penaltu proměnil David Výborný
- 23.1.2009 HC Oceláři Třinec - HC Sparta Praha 2 : 1 (1 : 0, 1 : 1, 0 : 0)

### HC Moeller Pardubice
- 21.9.2008 HC Moeller Pardubice - HC Oceláři Třinec 5 : 4 (2 : 1, 3 : 1, 0 : 2)
- 26.10.2008 HC Oceláři Třinec - HC Moeller Pardubice 3 : 2 (1 : 0, 2 : 0, 0 : 2)
- 14.12.2008 HC Moeller Pardubice - HC Oceláři Třinec 6 : 4 (0 : 1, 2 : 2, 4 : 1)
- 25.1.2009 HC Oceláři Třinec - HC Moeller Pardubice 5 : 3 (0 : 1, 4 : 1, 1 : 1)

### BK Mladá Boleslav
- 23.9.2008 HC Oceláři Třinec - BK Mladá Boleslav 3 : 5 (1 : 3, 1 : 0, 1 : 2)
- 31.10.2008 BK Mladá Boleslav - HC Oceláři Třinec 6 : 4 (1 : 1, 1 : 2, 4 : 1)
- 9.12.2008 HC Oceláři Třinec - BK Mladá Boleslav 3 : 2 (1 : 0, 1 : 1, 1 : 1)
- 30.1.2009 BK Mladá Boleslav - HC Oceláři Třinec 3 : 5 (1 : 1, 2 : 2, 0 : 2)

### HC Mountfield České Budějovice
- 26.9.2008 HC Mountfield České Budějovice - HC Oceláři Třinec 6 : 2 (0 : 0, 4 : 0, 2 : 2)
- 2.11.2008 HC Oceláři Třinec - HC Mountfield České Budějovice 6 : 1 (3 : 1, 0 : 0, 3 : 0)
- 26.12.2008 HC Mountfield České Budějovice - HC Oceláři Třinec 0 : 4 (0 : 1, 0 : 1, 0 : 2)
- 1.2.2009 HC Oceláři Třinec - HC Mountfield České Budějovice 1 : 6 (1 : 1, 0 : 4, 0 : 1)

### RI Okna Zlín
- 28.9.2008 HC Oceláři Třinec - RI Okna Zlín 2 : 0 (0 : 0, 1 : 0, 1 : 0)
- 14.11.2008 RI Okna Zlín - HC Oceláři Třinec 7 : 4 (2 : 0, 3 : 3, 2 : 1) - hetrik Petr Leška
- 28.12.2008 HC Oceláři Třinec - RI Okna Zlín 2 : 3 (0 : 3, 2 : 0, 0 : 0)
- 11.2.2009 RI Okna Zlín - HC Oceláři Třinec 2 : 1 (0 : 0, 0 : 0, 2 : 1)

### HC Energie Karlovy Vary
- 30.9.2008 HC Energie Karlovy Vary - HC Oceláři Třinec 2 : 3 PP (1 : 1, 0 : 0, 1 : 1, 0 : 1) rozhodující branku v prodloužení dal v 64.minutě Jiří Polanský
- 7.10.2008 HC Energie Karlovy Vary - HC Oceláři Třinec 3 : 4 SN (0 : 0, 2 : 2, 1 : 1, 0 : 0) - rozhodující penaltu proměnil Jiří Polanský
- 16.11.2008 HC Oceláři Třinec - HC Energie Karlovy Vary 4 : 1 (0 : 0, 1 : 1, 3 : 0)
- 13.2.2009 HC Oceláři Třinec - HC Energie Karlovy Vary 2 : 4 (0 : 2, 1 : 2, 1 : 0)

### HC Slavia Praha
- 3.10.2008 HC Oceláři Třinec - HC Slavia Praha 3 : 4 SN (0 : 1, 0 : 0, 3 : 2, 0 : 0) rozhodující penaltu proměnil Jaroslav Bednář
- 21.11.2008 HC Oceláři Třinec - HC Slavia Praha 3 : 2 SN (0 : 0, 1 : 1, 1 : 1, 0 : 0) rozhodující penaltu proměnil Jozef Balej
- 2.1.2009 HC Slavia Praha - HC Oceláři Třinec 5 : 3 (2 : 0, 2 : 1, 1 : 2)
- 15.2.2009 HC Slavia Praha - HC Oceláři Třinec 5 : 4 (2 : 2, 2 : 1, 1 : 1)

### HC Lasselsberger Plzeň
- 6.10.2008 HC Lasselsberger Plzeň - HC Oceláři Třinec 7 : 3 (0 : 1, 6 : 0, 1 : 2)
- 23.11.2008 HC Oceláři Třinec - HC Lasselsberger Plzeň 4 : 3 (0 : 2, 4 : 1, 0 : 0)
- 4.1.2009 HC Lasselsberger Plzeň - HC Oceláři Třinec 5 : 2 (2 : 1, 2 : 1, 1 : 0)
- 17.2.2009 HC Oceláři Třinec - HC Lasselsberger Plzeň 2 : 3 (1 : 2, 0 : 1, 1 : 0)

### HC Vítkovice Steel
- 10.10.2008 HC Oceláři Třinec - HC Vítkovice Steel 3 : 2 PP (0 : 0, 2 : 1, 0 : 1, 1 : 0) rozhodující branku v prodloužení dal v 64.minutě David Květoň
- 25.11.2008 HC Vítkovice Steel - HC Oceláři Třinec 3 : 2 SN (2 : 1, 1 : 1, 0 : 0, 0 : 0) - rozhodující penaltu proměnil Robert Petrovický
- 9.1.2009 HC Oceláři Třinec - HC Vítkovice Steel 3 : 3 PP (1 : 0, 0 : 1, 1 : 1, 0 : 1) rozhodující branku v prodloužení dal v 64.minutě Petr Jurečka
- 19.2.2009 HC Vítkovice Steel - HC Oceláři Třinec 0 : 1 PP (0 : 0, 0 : 0, 0 : 0, 0 : 1) - rozhodující branku v prodloužení dal v 64.minutě Jozef Balej

## Play-off -Sezona 2008 / 2009
|  | Čtvrtfinále             | Čtvrtfinále             |                         |   | Semifinále | Semifinále |  |  | Finále | Finále |
|  |                         |                         |                         |   |            |            |  |  |        |        |
|  |                         |                         |                         |   |            |            |  |  |        |        |
|  | HC Slavia Praha         | 4                       |                         |   |            |            |  |  |        |        |
|  | HC Slavia Praha         | 4                       |                         |   |            |            |  |  |        |        |
|  | HC Vítkovice Steel      | 3                       |                         |   |            |            |  |  |        |        |
|  | HC Vítkovice Steel      | 3                       | HC Slavia Praha         | 4 |            |            |  |  |        |        |
|  |                         |                         | HC Slavia Praha         | 4 |            |            |  |  |        |        |
|  |                         | HC Lasselsberger Plzeň  | 1                       |   |            |            |  |  |        |        |
|  | HC Moeller Pardubice    | HC Lasselsberger Plzeň  | 1                       | 3 |            |            |  |  |        |        |
|  | HC Moeller Pardubice    |                         |                         | 3 |            |            |  |  |        |        |
|  | HC Lasselsberger Plzeň  | 4                       |                         |   |            |            |  |  |        |        |
|  | HC Lasselsberger Plzeň  | 4                       | HC Slavia Praha         | 2 |            |            |  |  |        |        |
|  |                         |                         | HC Slavia Praha         | 2 |            |            |  |  |        |        |
|  |                         | HC Energie Karlovy Vary | 4                       |   |            |            |  |  |        |        |
|  | HC Litvínov             | HC Energie Karlovy Vary | 4                       | 0 |            |            |  |  |        |        |
|  | HC Litvínov             |                         |                         | 0 |            |            |  |  |        |        |
|  | HC Energie Karlovy Vary | 4                       |                         |   |            |            |  |  |        |        |
|  | HC Energie Karlovy Vary | 4                       | HC Energie Karlovy Vary | 4 |            |            |  |  |        |        |
|  |                         |                         | HC Energie Karlovy Vary | 4 |            |            |  |  |        |        |
|  |                         | HC Sparta Praha         | 2                       |   |            |            |  |  |        |        |
|  | HC Sparta Praha         | HC Sparta Praha         | 2                       | 4 |            |            |  |  |        |        |
|  | HC Sparta Praha         |                         |                         | 4 |            |            |  |  |        |        |
|  | HC Okna Zlín            | 1                       |                         |   |            |            |  |  |        |        |
|  | HC Okna Zlín            | 1                       |                         |   |            |            |  |  |        |        |

## Play off (předkolo)

### HC Oceláři Třinec-HC Lasselsberger Plzeň2:3 na zápasy
1. utkání
| 22. únor 2009 | HC Lasselsberger Plzeň | 4 – 2           | HC Oceláři Třinec | ČEZ Aréna |
|               | HC Lasselsberger Plzeň | (0:0, 1:1, 3:1) | HC Oceláři Třinec |           |

| Souhrn zápasu Report | Souhrn zápasu Report                                                      | Souhrn zápasu Report | Souhrn zápasu Report             | Souhrn zápasu Report                              |
| -------------------- | ------------------------------------------------------------------------- | -------------------- | -------------------------------- | ------------------------------------------------- |
|                      | 27. Martin Straka 43. Pavel Vostřák 50. Martin Straka 60. Jaroslav Kracík |                      | 31. Jozef Balej 55. Róbert Tomík | Diváků: 6 104 Rozhodčí: Martin Homola Roman Polák |

2. utkání
| 23. únor 2009 | HC Lasselsberger Plzeň | 6 – 1           | HC Oceláři Třinec | ČEZ Aréna |
|               | HC Lasselsberger Plzeň | (2:0, 2:0, 2:1) | HC Oceláři Třinec |           |

| Souhrn zápasu Report | Souhrn zápasu Report                                                                                          | Souhrn zápasu Report | Souhrn zápasu Report | Souhrn zápasu Report                           |
| -------------------- | --- | -------------------- | -------------------- | ---------------------------------------------- |
|                      | 10. Mario Cartelli 19. Tomáš Vlasák 32. Martin Straka 40. Jaroslav Kracík 53. Roman Tomas 57. Jaroslav Kracík |                      | 48. Ľubomír Sekeráš  | Diváků: 5 488 Rozhodčí: Martin Fraňo Robin Šír |

3. utkání
| 25. únor 2009 | HC Oceláři Třinec | 3 – 0           | HC Lasselsberger Plzeň | Werk Arena |
|               | HC Oceláři Třinec | (0:0, 0:0, 3:0) | HC Lasselsberger Plzeň |            |

| Souhrn zápasu Report | Souhrn zápasu Report                             | Souhrn zápasu Report | Souhrn zápasu Report | Souhrn zápasu Report                                |
| -------------------- | ------------------------------------------------ | -------------------- | -------------------- | --------------------------------------------------- |
|                      | 48. Jozef Balej 58. David Květoň 59. Jan Peterek |                      |                      | Diváků: 3 086 Rozhodčí: Jaroslav Kubeš Pavel Mikula |

4. utkání
| 26. únor 2009 | HC Oceláři Třinec | 4 – 3 PP              | HC Lasselsberger Plzeň | Werk Arena |
|               | HC Oceláři Třinec | (1:0, 2:2, 0:1 - 1:0) | HC Lasselsberger Plzeň |            |

| Souhrn zápasu Report | Souhrn zápasu Report                                              | Souhrn zápasu Report | Souhrn zápasu Report                                      | Souhrn zápasu Report                              |
| -------------------- | ----------------------------------------------------------------- | -------------------- | --------------------------------------------------------- | ------------------------------------------------- |
|                      | 14. David Květoň 27. Jozef Balej 29. Jan Peterek 63. David Květoň |                      | 25. Radek Matějovský 30. Jaroslav Kracík 57. Tomáš Vlasák | Diváků: 3 538 Rozhodčí: Martin Homola Roman Polák |

5. utkání
| 28. únor 2009 | HC Lasselsberger Plzeň | 3 – 0           | HC Oceláři Třinec | ČEZ Aréna |
|               | HC Lasselsberger Plzeň | (3:0, 0:0, 0:0) | HC Oceláři Třinec |           |

| Souhrn zápasu Report | Souhrn zápasu Report                                   | Souhrn zápasu Report | Souhrn zápasu Report | Souhrn zápasu Report                              |
| -------------------- | ------------------------------------------------------ | -------------------- | -------------------- | ------------------------------------------------- |
|                      | 5. Michal Dvořák 16. Martin Adamský 17. Martin Čakajík |                      |                      | Diváků: 7 017 Rozhodčí: Martin Fraňo Tomáš Turčan |

### Statistiky HC Oceláři Třinec
| Základní část | Základní část | Základní část | Základní část | Play off | Play off | Play off | Play off |
| Ročník        | Útočníci      | Obránci       | Brankáři      | Útočníci | Obránci  | Brankáři |          |
| ------------- | ------------- | ------------- | ------------- | -------- | -------- | -------- | -------- |
| 2008/2009     | Zde           | Zde           | Zde           | Zde      | Zde      | Zde      |          |

## Hráli za Třinec
- Brankáři Roman Čechmánek (34 ZČ) • Martin Vojtek (25 ZČ + 5 play off) • Milan Řehoř (1 ZČ) • Ondřej Raszka (1 ZČ)
- Obránci Tomáš Malec • Ľubomír Sekeráš • Daniel Seman • Miloslav Gureň • Jan Výtisk • David Rangl • Martin Lojek • Jānis Andersons • Lubomír Vosátko • Filip Štefanka • Angel Nikolov
- Útočníci Jan Peterek –  • David Květoň • Rostislav Martynek • Zbyněk Hampl • David Moravec • Jozef Balej • Zdeněk Pavelek • Jiří Polanský • Róbert Tomík • Miroslav Kováčik • Tomáš Vrba • Lukáš Zeliska • Richard Pánik • Erik Hrňa • Vojtěch Polák • Jan Steber • Jiří Hašek • Petr Kanko • Tibor Melichárek • Patrik Lušňák • Martin Podešva • Martin Piecha • Mário Potoček • Zdeněk Skořepa
- Hlavní trenér Antonín Stavjaňa • od 18.2.2009 Pavel Marek